# Прекрасный мыс
Прекрасный мыс (др.-греч. Καλός ἀκρωτηρία) — географический объект, упоминаемый в договорах Рима с Карфагеном, содержание которых приводит Полибий. Несмотря на то, что древнегреческий историк достаточно чётко указывает местонахождение мыса, часть исследователей усматривают в его труде противоречие и делают попытки отождествить с Прекрасным мысом различные объекты Западного Средиземноморья.

## Упоминание у Полибия
Рассказывая об обстоятельствах начала Второй Пунической войны, Полибий делает экскурс в историю римско-карфагенских отношений VI—IV веков до н. э. Первый договор между державами (510/509 или 508 годы до н. э.) среди прочего включал запрет для римлян и их союзников совершать плавания «дальше Прекрасного мыса, разве к тому они будут вынуждены бурею или неприятелями». Если римские мореплаватели «против желания» всё же оказывались в этой местности, они были сильно ограничены в возможностях торговли и в пятидневный срок обязаны были удалиться.
Далее Полибий уточняет, что «Прекрасный мыс — тот, что тянется перед самым Карфагеном по направлению к северу» и высказывает мысль о том, что запрет был связан с желанием карфагенян «воспрепятствовать ознакомлению римлян с местностями Биссатиды и Малого Сиртиса, которые называются у них Эмпориями и отличаются высокими достоинствами».
В следующем римско-карфагенском договоре (348 год до н. э.) снова был упомянут Прекрасный мыс с добавлением к нему двух других пунктов: «римлянам возбраняется ходить по ту сторону Прекрасного мыса, Мастии и Тарсеия как за добычей, так и для торговли и для основания города».

## Попытки локализации
Уже в древности местонахождение Прекрасного мыса было неясным; кроме того, затруднение вызывает интерпретация выражения «по ту сторону» (др.-греч. ἐπέκεινα). Под описание Полибия подходят несколько мысов на североафриканском побережье. Некоторые исследователи, в том числе известный комментатор Полибия Ф. У. Уолбэнк, полагают, что Прекрасный мыс — это мыс Фарина (также известен как Сиди Али эль-Мекки), крайняя западная точка Тунисского залива. Предлагались в научной литературе и иные локализации: мыс Бен-Секка (крайняя северная точка Африки; также известен как Эль-Абьяд, Рас-Энгела и Бланко) и мыс Эт-Тиб (также известен как Рас-эль-Тиб, Бон, Кап-Бон).
Однако Л. Виккерт представил убедительные доказательства того, что Прекрасный мыс вопреки прямому указанию древнегреческого историка должен быть отождествлён с мысами Палос или Нао на Пиренейском полуострове:
1. при африканской локализации мыса запрет плавать за него становится неясным, так как можно было подразумевать и западное и южное направление, а допустить неясность в таком важном документе карфагеняне не могли; при идентификации же Прекрасного мыса с мысом Нао в Испании неясности нет, ибо в таком случае предполагать можно было только южное направление;
2. в тексте договора при запрещении торговать за мысом всё же разрешается торговать в Ливии, то есть в той же Африке;
3. во втором договоре в качестве ограничительных пунктов римского мореплавания указываются Прекрасный мыс и Мастия с Тартессом (на юго-востоке Испании), из чего следует, что и в действительности все эти пункты находились рядом[7].

К этой гипотезе склоняется и И. Ш. Шифман.
Ю. Б. Циркин же, как и большинство современных исследователей, отвергает локализацию Л. Виккерта, приводя следующие аргументы. Во-первых, в комментарии Полибия к договору ясно указывается, что запрещение распространяется на районы к востоку (точнее, к юго-востоку) от Прекрасного мыса. Но, если и не обращать внимания на полибиевский комментарий, надо иметь в виду, что при заключении договора едва ли были неясности, ибо мыс явно обозначает пределы власти или влияния Карфагена, а они были хорошо известны обеим договаривающимся сторонам. Во-вторых, под Ливией явно подразумевалась не вся Африка, а только та её часть, которая была подчинена карфагенянам. В тексте договора нет противопоставления Ливии и Прекрасного мыса: и по ту сторону Прекрасного мыса, и в Ливии (как и на Сардинии) можно торговать, но только через посредство карфагенских должностных лиц. В-третьих, то, что во втором договоре названы как ограничительные пункты Прекрасный мыс и Мастия, свидетельствует скорее о том, что закрыто было пространство между ними. Надо отметить ещё одно важное обстоятельство: нам известен не латинский или пунический оригинал, а греческий перевод, и поэтому мы не знаем, как точно именовался мыс в договоре; в Африке же встречаются мысы с похожими латинскими названиями: Promunturium Candidum («Блестящий») и Promunturium Pulchri («Красивый»), в то время как в Испании никакого похожего названия в источниках не упоминается.
Ф. У. Уолбэнк отмечает, что если следовать версии Полибия о воспрепятствовании доступу римлян к Малому Сирту, то ἐπέκεινα надо понимать как «к югу и востоку от». Тогда под описание Прекрасного мыса подходит только Эт-Тиб, потому что при выборе в пользу Фарины из зоны доступа исключается сама столица Карфагенской державы, лежавшая между двумя этими мысами, в то время как во втором римско-карфагенском договоре прямо утверждается обратное: «в Карфагене римлянину наравне с гражданином предоставляется совершать продажу и всякие сделки». Отождествление Прекрасного мыса с Эт-Тибом является старейшей гипотезой в исторической науке по данной проблеме. В то же время напрашивается сопоставление очень близких по смыслу названий Καλός ἀκρωτηρία и Promunturium Pulchri, как римляне называли мыс Фарина. Поэтому часть исследователей, к которым присоединяется и сам Уолбэнк, полагают, что Полибий неверно истолковал смысл договоров, а ἐπέκεινα надо понимать как «к западу от мыса Фарина», то есть карфагеняне таким образом защищали свои поселения, разбросанные по североафриканскому побережью между столицей и Гибралтарским проливом. Локализацию Виккерта Уолбэнк считает маловероятной, поскольку нет никаких доказательств того, что торговые связи Рима в IV веке до н. э. простирались столь далеко на запад.